# 1582
1582.. била је проста година која је почела у понедељак по јулијанском календару, а по грегоријанском календару била је проста година која је почела у петак.
У земљама које су промениле календар на грегоријански током те године, година је настављена нормално све до 4. октобра, када ће после тог дана, следећи дан бити 15. октобар због тадашње десетодневне разлике. 1582. је била 82. година 16. века, 582. година 2. миленијума и трећа година 1580-их.

## Догађаји

### Јануар
- 15. јануар — Мир у Јам-Запољском
- 24. јануар — Папа Грегорије XIII уводи у употребу грегоријански календар.

### Октобар
- 15. октобар — У Шпанији, Португалији и Папској држави почела је примена грегоријанског календара, тако што је елиминисано 10 дана, а 5. октобар 1582. постао 15. октобар.

### Децембар
4. децембар — Цар Урош Немањић је после 211.година од своје смрти проглашен за свеца.